# Nairaland
Nairaland（ナイラランド）は、2005年3月にセウン・オセワ によって開設されたオンライン・コミュニティ。ナイジェリア人を対象としている。